# Denizler, Çal
Denizler là một thị trấn thuộc huyện Çal, tỉnh Denizli, Thổ Nhĩ Kỳ. Dân số thời điểm năm 2010 là 733 người.